# Dakota (1974)
Dakota ist ein niederländischer Abenteuerfilm aus dem Jahr 1974. Der Regisseur war Wim Verstappen. Die deutsche Erstaufführung fand im WDR am 29. Oktober 1975 statt.

## Handlung
Der passionierte Buschpilot „Dick de Boer“ tut alles, um sein Flugzeug zu behalten. Er hält sich und seine alte, ziemlich heruntergekommene DC 3 Dakota mit dubiosen Gelegenheitsflügen mehr schlecht als recht auf Aruba in den niederländischen Antillen über Wasser oder besser gesagt „in der Luft“. Nach einem solchen Flug, bei dem er an einem vereinbarten Punkt einige verdächtige Kisten aus seinem Flugzeug in der Luft abwarf, gibt es ein ernstes Gespräch mit seinem guten Bekannten, dem Chef des Flughafens. De Boer fliegt ohne Co-Pilot, es steht eine rund 15.000 Dollar teure Inspektion der Maschine an, die er vermutlich nicht bezahlen kann, und der Pilot hält sich nicht an die eingereichten Flugpläne. Am besten sei es, wenn seine Maschine hier vom Flughafen verschwinden würde; er stehe unter verschärfter Beobachtung.
De Boer versucht seitdem, zweifelhafte Aufträge abzulehnen, hat jedoch plötzlich das Problem, keinen Treibstoff aus dem bereits am Flugzeug stehenden Tankwagen für seine Dakota zu bekommen. Er kann den zu erwartenden Rechnungsbetrag nicht in bar bezahlen. Einen eingereichten Scheck seines Guthabens auf den Bahamas hat seine Bank hier vor Ort nicht eingelöst. Er reklamiert und wird vom Chef der kleinen Bank im Ort belehrt; das Institut auf den Bahamas sei für die Wäsche von Schwarzgeld bekannt und mit einer solchen Bank wolle man hier auf Aruba nicht zusammenarbeiten.  So etwas spräche sich schnell in dem kleinen Ort herum. Daher ist hier de Boers Scheck nicht das Papier wert, auf dem er gedruckt ist. Damit ist der Pilot äußerst klamm und seine Lage wird so gut wie aussichtslos.
Zu diesem Zeitpunkt bittet ihn seine ehemalige Freundin Helen dringend um Hilfe. Es müssen einige kleinere Holzkisten mit unklarem Inhalt sofort ausgeflogen werden. Sie hat diese Kisten im Hause, jedoch ist ihr die Polizei schon auf den Fersen. So fleht sie de Boer an, ihr zu helfen und die Kisten und deren Transport schnellstens zu übernehmen, damit die Polizei keine Beweismittel bei ihr finden kann. Nach kurzem Hin und Her laden die beiden in der Nacht hektisch die Kisten in die DC 3. Noch während de Boer mit dem Startlauf auf dem Runway beginnt, trifft die Polizei vor dem Flugplatz ein und lädt die Frau in den Streifenwagen. Ein Mitarbeiter des Flughafens versucht noch in Anwesenheit von Polizeibeamten über Funk den Piloten, der den Funkspruch jedoch ignoriert, zur Umkehr zu bewegen.
Nach einem rund achtstündigen Flug trifft die DC 3 am nächsten Tag in Surinam auf der abgelegenen, einsamen Palumeu-Flugpiste ein. Der einzige Europäer dort beschafft dem Piloten kurzfristig rund 1,5 Tonnen Treibstoff in rund 15 Benzinfässern. Der Flugzeugführer baut derweil die Sitze seiner DC 3 aus und funktioniert so sein Passagierflugzeug zu einer Frachtmaschine um. Er lädt die Blechfässer ein und zurrt sie fest. Am gleichen Tag noch startet de Boer seine Dakota  und beginnt einen Non-Stop-Transatlantikflug.
Die Zeit vergeht, de Boer schaltet den Autopiloten ein und bereitet sich in der Kabine auf einem Feldbett mit einer Decke und einem Kopfkissen ein Ruhelager. Irgendwann klingelt der aufgestellte Wecker und der Pilot kontrolliert am Armaturenbrett den Tankanzeiger. Er muss tanken. So öffnet er ein Bodenbrett und füllt den Mitteltank über einen Einfüllstutzen mit einer Handpumpe aus den Benzinfässern auf. Sodann schläft er auf seiner Decke weiter. Er muss allerdings noch einmal nachtanken. Als der Wecker ein drittes Mal klingelt, realisiert der Pilot nach kurzer Überlegung, dass dies gar nicht der Wecker ist, der da klingelt, sondern die Klingel der Feuerwarnung des Motors Nr. 2. Das Triebwerk droht zu überhitzen. De Boer eilt ins Cockpit, stellt den rechten Motor ab, fährt die Propeller auf Segelstellung, schiebt etwas Gas des Motors Nr. 1 nach und trimmt die Maschine neu. Sodann geht es in Ruhe und Gelassenheit weiter über den Atlantik mit der Kraft eines einzigen Triebwerks.
Am folgenden Tag landet er nach einem Non-Stop-Flug von 33 Stunden auf dem ländlichen Flugplatz von Ameland. Er lädt die kleinen Holzkisten aus und deckt sie mit einer Plane neben der Maschine ab. In einem kleinen Restaurant erzählt er von seinem Flug und dem überhitzten Triebwerk. Der Gast Rudy lädt ihn ein, bei ihm zu übernachten. Man ist sich am Tresen einig, dass de Boer mit seiner Dakota wegen des defekten Motors mit der Kraft eines einzigen Triebwerks nicht mehr starten kann. Rudy schmuggelt Rauschgift in begrenzten Mengen; dies stellt sich später bei ihm zu Hause heraus.
Während eines kurzen Besuchs – am nächsten Tag bei seiner ehemaligen Lebenspartnerin Mary – erklärt der Pilot, dass er nach Marokko fliegen will, weil er dort gute Geschäfte mit seinem Flugzeug erwartet. Er werde nicht in Holland bleiben; vielmehr sei er ein Weltenbummler, der seine Freiheit in seiner fliegenden Röhre brauche und nicht in den vier Wänden eines Zimmers leben will. Ein Telefonat von Amsterdam mit seiner Bekannten Helen auf Aruba bricht zusammen und de Boer kann die Bezahlung seines Transportflugs nicht klären.
In der Morgendämmerung des nächsten Tages beginnt der Pilot, die DC 3 startklar zu machen mit dem Benzin des letzten Blechfasses. Die leeren Fässer wirft er aus der Maschine. Fast gleichzeitig landet ein einmotoriges Geschäftsflugzeug auf dem Flugplatz und rollt im Morgennebel zur Dakota. De Boer will nichts riskieren, versteckt sich hinter einem nahen Gebüsch am Rande des Platzes und beobachtet die Situation. Zwei Männer steigen aus dem Flugzeug und laden die Holzkisten ein. Einer der beiden hängt zwei der Holzkisten unter die Dakota. Sofort startet das kleine Flugzeug dann. De Boer öffnet eine der Kisten; sie ist prall gefüllt mit gebrauchten 10-Dollarnoten. Sodann startet er beide Motoren, rollt zur Startbahn und beginnt den Startlauf. Noch auf der Startbahn meldet sich wieder die Feuerwarnung, der Pilot hebt die DC 3 jedoch ab, erreicht sofort eine sichere Flughöhe und schaltet den rechten Motor nach Einfahren des Fahrwerks schnellstens ab. Damit ist er auf dem Weg nach Marokko, sicher trotz des Einmotorenfluges.

## Kritik
„In Milieu- und Charakterzeichnung sorgfältig gestalteter Abenteuerfilm mit Ansätzen zur psychologischen Vertiefung.“

## Hintergrund
Die Außenaufnahmen wurden in Curaçao und auf dem Flugplatz von Ameland gedreht.
Der Film erfuhr im neuen Jahrtausend eine Restaurierung.